# Cuir de Russie (parfum)
Pour l’article homonyme, voir Cuir de Russie.
Cuir de Russie est une fragrance des Parfums Chanel. Le terme peut également faire référence à d'autres cuirs de Russie, notamment « Creed Cuir de Russie », formulé à l'origine en 1854[citation nécessaire].

## Histoire
Coco Chanel avait d'abord travaillé avec Ernest Beaux sur son parfum original, Chanel n° 5, lancé en 1921. En 1927, ils sortirent Cuir de Russie,. Dans les années 1920, l'un des amants de Chanel était le grand-duc Dmitri Pavlovich de Russie, cousin du tsar Nicolas II, et, selon la biographe de Chanel, Justine Picardie, Cuir de Russie était « l'essence embouteillée... de sa romance avec le Grand-Duc ».